# Steven Wilson (Bodybuilder)

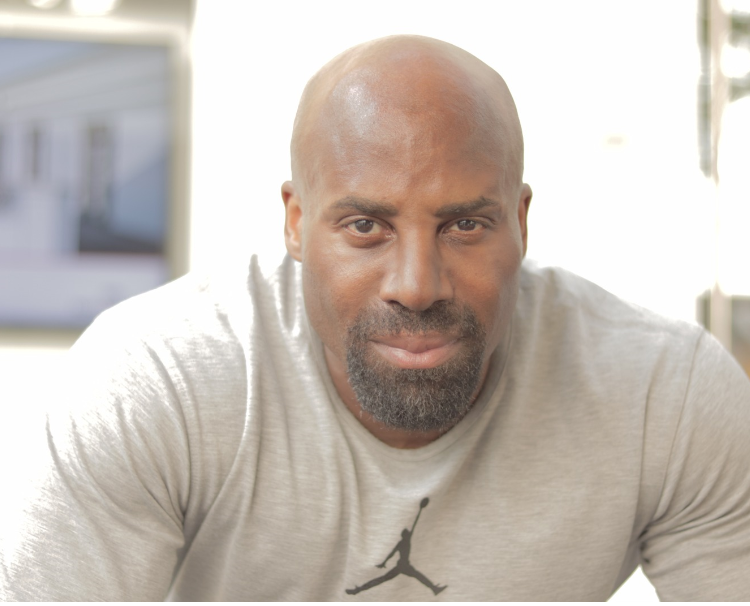
Steven Wilson

Steven Wilson (* 1975 in Paris) ist ein Deutscher Meister im Bodybuilding.
Laut Eigenaussage arbeitete er als Fitnesstrainer mit Lenny Kravitz, Sarah Connor, Vanessa Paradis und Helene Fischer.
Sein Buch „Die 30-Minuten-Fitness-Formel für Zuhause“ erschien 2014 im Eule Verlag.

## Sportliche Erfolge
- 2004: NABBA West German Championship – 1. Platz in der Kategorie Männer IV und Gesamtgewinn[4]
- 2004: NABBA International German Championship – 1. Platz in der Kategorie Männer V[5]
- 2005: IFBB west German Championship – erster Platz und Gesamtgewinn[6]
- 2005: IFBB Nord French Championship – erster Platz[7]
- 2019: NAC Westdeutsche Meisterschaft – 1. Platz in der Kategorie „Männer Body III“[8]
- 2019: NPC Irland – 1. Platz in der Kategorie „Über 40“[9]